# Автомат Калашникова модернизированный
7,62-мм автома́т Кала́шникова модернизи́рованный (АКМ, Индекс ГРАУ — 6П1) — автомат, принятый на вооружение ВС Союза ССР в 1959 году взамен автомата АК (Индекс ГРАУ — 56-А-212) и являющийся его дальнейшим развитием.

## Отличия от АК
Основные отличия АКМ от предшественника:
| - увеличена прицельная дальность стрельбы (с 800 метров до 1000 метров); - новая штампованная ствольная коробка, что позволило снизить массу автомата; - приподнятый вверх приклад, что приблизило точку упора к линии стрельбы; - добавлен замедлитель срабатывания курка, позволяющий затворной раме стабилизироваться в крайнем переднем положении перед очередным выстрелом для повышения устойчивости автомата и увеличения кучности боя; - повышена устойчивость в горизонтальной плоскости за счёт переноса точки удара затворной рамы в переднем положении с правой стороны на левую. - в 1960 году введён более короткий, чем 6Х2, отъёмный штык-нож 6Х3 с клинком длиной 150 мм, имевший скорее хозяйственно-бытовое, чем боевое назначение. Вместо второго лезвия он получил пилку, а в сочетании с ножнами превращался в ножницы для перерезания проволочных заграждений. - с середины 1960-х гг. устанавливался дульный компенсатор, который увеличил точность стрельбы из неустойчивых положений (на ходу, стоя, с колена). Вместо него на резьбу, нарезавшуюся на автоматы Калашникова с самого начала производства, могут устанавливаться защитная муфта (штатно на ранних АКМ), щелевой пламегаситель по образцу пулемёта M60 (штатно на АКМЛ и АКМСЛ с ночными прицелами НСП-3), ПБС (штатно на АКМБ и АКМСБ), насадка для автоматической стрельбы холостыми патронами или современные дульные устройства (изначально предполагались криволинейная насадка для прострела мёртвых зон БТРов и ДОТов и дульный гранатомёт); |

## Варианты
- АКМС (Индекс ГРАУ — 6П4) — вариант АКМ со складным вниз под цевьё металлическим прикладом (принятый на вооружение приказом министра обороны СССР № 232 от 7 сентября 1962 г.) . Система крепления приклада была изменена по сравнению с АКС. Приклад приподнят для приближения точки упора к линии стрельбы. Модификация разработана специально для десантников. Данная модификация производилась с 1962 по 1981 годы.
- АКМЛ (6П1Л) — вариант АКМ, на котором устанавливались боковое крепление типа «ласточкин хвост» для установки ночного прицела НСП-3 и щелевидный пламегаситель вместо штатного компенсатора (пламегаситель разработан специально для комплекса «Л» и отличается от пламегасителей СВД и ПК/ПКМ; он был нужен, чтобы предохранять ночной прицел от засветки вспышкой от выстрела). Масса стрелкового комплекса АКМЛ с прицелом и без патронов — 6,26 кг. Также имелась модификация со складным прикладом — АКМСЛ.
  - АКМН (6П1Н) — вариант АКМЛ, комплектуемый прицелом НСП-3А. Модификация со складным прикладом — АКМСН.
  - АКМН-1 (6П1Н-1) — вариант АКМЛ, комплектуемый прицелом НСПУ. Есть модификация со складным прикладом.
  - АКМН-2 (6П1Н-2) — вариант с ночным прицелом НСПУМ. Есть модификация со складным прикладом.
  - АКМС-МБ - белорусская модернизация АКМ разработанная для повышения эргономических характеристик АКМ до АКС-74Н. Отличается от АКМ наличием складного приклада от АКС-74, пластиковыми (из полиамида) накладкой, цевьём, рукояткой и планкой ласточкин хвост для крепления оптики.

## Характеристики
Дальность прямого выстрела из АКМ:
- по грудной фигуре — 350 м.;
- по бегущей фигуре — 525 м.

Сосредоточенный огонь ведётся на дальности:
- по наземным целям — до 800 м.;
- по воздушным целям — до 500 м.

Боевая скорострельность составляет:
- при стрельбе одиночными — до 40 выстрелов в минуту;
- при стрельбе очередями — до 100 выстрелов в минуту.

Пуля сохраняет своё убойное действие на дальности до 1500 м. Дульная энергия пули — 2030 Дж (207 кгс·м).
Требования нормального боя для АКМ:
- все четыре пробоины вмещаются в круг диаметром 15 см;
- средняя точка попадания отклоняется от контрольной точки не более чем на 5 см в любом направлении.

Проверка боя осуществляется стрельбой одиночными по проверочной мишени или чёрному прямоугольнику высотой 35 см и шириной 25 см, укреплённому на белом щите высотой 1 м и шириной 0,5 м. Дальность стрельбы — 100 м, положение — лёжа с упора, автомат — с компенсатором без штык-ножа, патроны — с обыкновенной пулей, прицел — 3.
| Показатели суммарного рассеивания пуль со стальным сердечником при стрельбе короткими очередями из приведённого к нормальному бою АКМ: | Показатели суммарного рассеивания пуль со стальным сердечником при стрельбе короткими очередями из приведённого к нормальному бою АКМ: | Показатели суммарного рассеивания пуль со стальным сердечником при стрельбе короткими очередями из приведённого к нормальному бою АКМ: | Показатели суммарного рассеивания пуль со стальным сердечником при стрельбе короткими очередями из приведённого к нормальному бою АКМ: | Показатели суммарного рассеивания пуль со стальным сердечником при стрельбе короткими очередями из приведённого к нормальному бою АКМ: | Показатели суммарного рассеивания пуль со стальным сердечником при стрельбе короткими очередями из приведённого к нормальному бою АКМ: | Показатели суммарного рассеивания пуль со стальным сердечником при стрельбе короткими очередями из приведённого к нормальному бою АКМ: |
| Дальность стрельбы, м | Срединные отклонения по высоте, см | Срединные отклонения по ширине, см | Сердцевинные полосы по высоте, см | Сердцевинные полосы по ширине, см | Энергия пули, Дж | |
| --- | --- | --- | --- | --- | --- | --- |
| 100 | 8 | 11 | 24 | 34 | 1540 | |
| 200 | 15 | 22 | 46 | 68 | 1147 | |
| 300 | 23 | 33 | 70 | 101 | 843 | |
| 400 | 31 | 44 | 95 | 135 | 618 | |
| 500 | 39 | 56 | 119 | 171 | 461 | |
| 600 | 47 | 67 | 144 | 205 | 363 | |
| 700 | 55 | 78 | 169 | 239 | 314 | |
| 800 | 64 | 90 | 196 | 275 | 284 | |

Где срединное отклонение — половина ширины центральной полосы рассеивания, вмещающей 50 % всех попаданий, а сердцевинная полоса — полоса рассеивания, содержащая в себе 70 % попаданий. Суммарное отклонение включает в себя отклонения пуль и средних точек попадания.
Благодаря применённым улучшениям уменьшилось рассеивание по высоте попаданий относительно АК. Например, суммарные срединные отклонения на дальности 800 м (вертикальное и по ширине):
- АК — 76 и 89 см[5];
- АКМ — 64 и 90 см[1].

Для сравнения:
- РПК — 68 и 67 см;
- РПД — 46 и 43 см[6];
- СКС — 38 и 29 см[7].

| Оружие     | Боеприпас                          | Масса патрона | Масса снаряжёного магазина | Максимальное количество боеприпасов на 10 кг |
| ---------- | ---------------------------------- | ------------- | -------------------------- | -------------------------------------------- |
| AK (1949)  | 7,62 × 39 мм                       | 16,2 г        | 30 патр. магазин — 0,82 кг | 12 магазинов — 9,2 кг на 360 патронов        |
| M14 (1959) | 7,62 × 51 мм НАТО                  | 25,4 г        | 20 патр. магазин — 0,75 кг | 13 магазинов — 9,7 кг на 260 патронов        |
| AKМ (1959) | 7,62 × 39 мм                       | 16,2 г        | 30 патр. магазин — 0,66 кг | 15 магазинов — 9,9 кг на 450 патронов        |
| M16 (1962) | 5,56 × 45 мм НАТО (.223 Remington) | 11,8 г        | 20 патр. магазин — 0,32 кг | 31 магазинов — 9,93 кг на 620 патронов       |

## Устройство
АКМ состоит из следующих основных частей и механизмов:
- ствол со ствольной коробкой, прицельным приспособлением и прикладом;
- компенсатор;
- крышка ствольной коробки;
- затворная рама с газовым поршнем;
- затвор;
- возвратный механизм;
- газовая трубка со ствольной накладкой;
- ударно-спусковой механизм;
- цевьё;
- магазин;
- штык-нож.

В комплект АКМ входят: шомпол и пенал с принадлежностью (протирка, ёршик, отвёртка, выколотка, шпилька, маслёнка), ремень и сумка для переноски магазинов. В комплект АКМС дополнительно входит чехол для автомата с карманом для магазина.
Прицельное приспособление
Прицельное приспособление АКМ состоит из мушки и прицела, в свою очередь состоящего из колодки прицела, пластинчатой пружины, прицельной планки и хомутика. На прицельной планке нанесена шкала с делениям от 1 до 10 (дальность стрельбы в сотнях метров) и буквой «П» (постоянная установка прицела, соответствующая прицелу 3).
К автоматам поздних выпусков прилагается приспособление для стрельбы ночью (самосветящаяся насадка), состоящее из откидного целика с широкой прорезью (устанавливается на прицельной планке) и широкой мушки (надевается на мушку оружия сверху), на которые нанесены светящиеся точки. Данное приспособление не отделяется в процессе эксплуатации — при стрельбе днём мушка и целик откидываются вниз, не мешая пользоваться стандартными прицельными приспособлениями.

## Принцип действия автоматики
Работа автоматики АКМ основана на использовании энергии пороховых газов, отводимых из канала ствола. При выстреле часть пороховых газов, выталкивающих пулю, направляется через отверстие в стенке ствола в газовую камору, давит на переднюю стенку газового поршня, отбрасывая поршень и затворную раму с затвором в заднее положение. Затвор открывает канал ствола, давление пороховых газов извлекает из патронника гильзу и выбрасывает её наружу. Затворная рама сжимает возвратную пружину и ставит курок на взвод автоспуска.
Под действием возвратной пружины затворная рама с затвором возвращаются в переднее положение. Затвор досылает новый патрон в патронник и закрывает канал ствола. Затворная рама выводит шептало автоспуска из-под взвода автоспуска курка.
Запирание затвора осуществляется поворотом вправо и, как следствие, захождением его боевых выступов за боевые упоры ствольной коробки.

## Патроны
Стрельба из АКМ ведётся патронами образца 1943 года (7,62×39 мм) со следующими типами пуль:
- обыкновенная со стальным сердечником предназначена для поражения живой силы противника, расположенной открыто или за препятствиями, пробиваемыми пулей. Оболочка — стальная покрытая томпаком, сердечник — стальной, между оболочкой и сердечником — свинцовая рубашка. Не имеет отличительной окраски.
- трассирующая предназначена для целеуказания и корректирования огня на расстояниях до 800 м, а также поражения живой силы противника. Сердечник состоит из сплава свинца с сурьмой, за ним находится стаканчик с запрессованным трассирующим составом. Цвет пули — зелёный.
- бронебойно-зажигательная предназначена для зажигания горючих жидкостей, а также поражения живой силы, находящейся за легкобронированными укрытиями на дальностях до 300 м. Оболочка — с томпаковым наконечником, сердечник — стальной со свинцовой рубашкой. За сердечником в свинцовом поддоне находится зажигательный состав. Цвет головной части — чёрный с красным пояском.

## Сборка/разборка
Неполная разборка автомата производится для чистки, смазки и осмотра в следующем порядке:
1. отделение магазина и проверка отсутствия патрона в патроннике;
2. вынуть пенал из приклада;
3. отделение шомпола;
4. отделение крышки ствольной коробки;
5. отделение возвратного механизма;
6. отделение затворной рамы с затвором;
7. отделение затвора от затворной рамы;
8. отделение газовой трубки со ствольной накладкой.

Сборка после неполной разборки производится в обратном порядке.
Полная разборка производится для чистки при сильном загрязнении, после нахождения автомата под дождём или в снегу, при переходе на новую смазку или ремонте в следующем порядке:
1. неполная разборка;
2. разборка магазина;
3. разборка возвратного механизма;
4. разборка затвора;
5. разборка ударно-спускового механизма;
6. отделение цевья.

Сборка после полной разборки производится в обратном порядке.
Летом (при температуре выше +5 °C) необходимо использовать ружейную смазку и РЧС (раствор чистки стволов), а зимой (от +5 °C до — 50 °C) — жидкую ружейную смазку (для смазки и очистки от нагара), тщательно удалив (промыв все металлические части в жидкой ружейной смазке и обтерев их чистой ветошью) перед этим летнюю смазку. Для хранения на складе в течение длительного времени автомат смазывается жидкой ружейной смазкой, заворачивается в один слой ингибитированной, а затем в один слой парафинированной бумаги.

## Страны-эксплуатанты
- Азербайджан - в 2024 году автоматы АКМ оставались на вооружении[9]
- Албания[10]
- Алжир[10]
- Ангола[10]
- Армения - в 2021 году АКМ оставались на вооружении армейских подразделений и использовались вместе с АК-74[11]
- Афганистан[12]
- Бангладеш[10]
- Беларусь - по состоянию на 2024 год на вооружении войск находились АК-74, но советские АКМ использовались как учебно-тренировочное оружие[13]
- Бенин[10]
- Болгария[10]
- Босния и Герцеговина[10]
- Ботсвана[10]
- Венгрия: Вариант AK-63.[10]
- Вьетнам[10]
- ГДР: Вариант MPi-KM-72.[14]
- Габон[10]
- Гайана[10]
- Гвинея[10]
- Гвинея-Бисау[10]
- Грузия[10]
- Демократическая Республика Конго[10]
- Джибути[12]
- Египет: Вариант Misr.[15][16][17][18][19]
- Замбия[10]
- Зимбабве[10]
- Израиль[10]
- Индия[10]
- Ирак[10]
- Иран[10]
- Йемен[10]
- КНДР: Вариант Тип 68.[10]
- Кабо-Верде[10]
- Казахстан[10]
- Камбоджа[10]
- Катар[10]
- Коморы[10]
- Куба[10]
- Кыргызстан[12]
- Лаос[10]
- Латвия[10]
- Лесото[10]
- Либерия[10]
- Ливия[10]
- Литва[10]
- Мадагаскар[10]
- Мали[10]
- Мальта - на вооружении вооружённых сил одновременно находятся АКМ и FN FAL[20]
- Марокко[10]
- Мозамбик[10]
- Молдова - по состоянию на начало 2022 года на вооружении войск находились АК-74, но советские АКМ использовались как учебно-тренировочное оружие[21]
- Монголия[10]
- Никарагуа[22]
- ОАЭ[10]
- Пакистан: Вариант Тип 56.[10]
- Перу[10]
- Польша[14]
- Республика Конго[10]
- Россия[10]
- Руанда[23]
- Румыния: Вариант PM md. 63.[10]
- СССР[12]
- Сан-Томе и Принсипи[10]
- Северная Македония[10]
- Сейшельские Острова[10]
- Сирия[10]
- Словения[10]
- Сомали[10]
- Судан[10]
- Суринам[10]
- Сьерра-Леоне[10]
- Таджикистан[10]
- Танзания[10]
- Того[10]
- Туркменистан[10]
- Турция[10]
- Узбекистан[10]
- Украина[10]
- Финляндия[24]
- Центральноафриканская Республика[10]
- Чад[10]
- Чили[25]
- Экваториальная Гвинея[10]
- Эритрея[10]
- Эстония[10]
- Эфиопия[12]
- Югославия: Вариант Zastava M70.[26]

## Изображения
- АКМ на выставке Ижмаша «Оружейная кузница России»
- Стрелково-гранатомётный комплекс
 «Тишина» на базе АКМ
- АКМ
- АКМЛ с НСП-3